# Bitcache
 (août 2022).
Bitcache est un service utilisant la blockchain qui relie les transferts de fichiers aux micro-transactions du bitcoin. La technologie a été conçue pour permettre à des millions de micropaiements anonymes d'être effectués rapidement.

## Concept
Le concept général de Bitcache est qu'il offre un service en ligne structuré de récompenses pour les fournisseurs de contenu. En reliant chaque transfert de fichier à un petit nombre de micro-transactions de bitcoin, le système Bitcache fournit un mécanisme de rétroaction pour les utilisateurs avec une valeur associée à chaque téléchargement.
Bitcache est conçu pour passer outre aux limitations d'échelle de la technologie blockchain qui limitent le nombre de transactions à ce que peut gérer le réseau bitcoin. La solution divise les bitcoins en bits, valant un millionième de bitcoin chacun, avec des paiements à l'aide de bits gérés sur la plateforme Bitcache, et non dans la blockchain.
Bitcache permet aux créateurs, y compris les musiciens, les cinéastes, les organisations médiatiques, les vloggers sur YouTube et les blogueurs d'accepter les paiements d'au moins 1$ de la part de leur public. La vie privée des utilisateurs sera protégée grâce au chiffrement.

## Histoire
En octobre 2016, le succès d'un financement public d'une campagne sur BnkToTheFuture a permis de recueillir plus d'1 million de dollars pour financer la plate-forme, dont la première moitié levée exclusivement par le biais de l'investissement en bitcoin.
Le projet prévoyait d'annoncer une fusion de la trésorerie et des actions par le biais d'une compagnie canadienne cotée en bourse le 20 janvier 2017, ce qui aurait fourni des fonds de départ supplémentaires de 12 millions de dollars et aurait valorisé Bitcache à 100 millions de dollars. Ces plans ont été bloqués après que la Canadian Securities Exchange (en) ait pris parti contre le projet de fusion. À la suite de ce développement, le chef évangéliste Kim Dotcom a déclaré que « Rien n'a changé » pour Bitcache, et que « Tout se déroule selon le plan ».
En janvier 2017, la technologie cryptographique est développée et une équipe de 12 personnes a préparé le service pour une première version. En août 2017, une démonstration en direct de l'ouverture du site est effectuée, avec 10 000 utilisateurs qui avaient demandé un accès anticipé.
En novembre 2017, l'intérêt de Dotcom pour le Bitcoin Cash issu de la séparation technique du bitcoin a suscité une réponse de l'informaticien et chercheur, le Dr Craig Wright, révélant que Bitcoin Cash serait intégré dans Bitcache.
Une initial coin offering (ICO) est prévue pour le 4e trimestre de 2017, Bitcache ayant prévu de lancer la plateforme pour la mi-fin 2018.